# Leni Rosa Valle de González
Leni Rosa Valle de González
(Villa Santa Rosa, 21 de enero de 1937-Lomas de Zamora, 7 de marzo de 2018) fue una política argentina del Partido Justicialista, que se desempeñó como senadora nacional por la provincia de Formosa entre 1973 y 1976.

## Biografía
Nació en enero de 1937 en Villa Santa Rosa (provincia de Córdoba).
Adhirió al peronismo, liderando la rama femenina del Partido Justicialista de la provincia de Formosa. Su protagonismo en dicha provincia —recibiendo el calificativo de «la Evita de Formosa»—, llevó a que fuera denunciada por ejercer una «extraña influencia» sobre el gobernador formoseño Antenor Argentino Gauna (quien fuera destituido pocos meses después de asumir en el cargo en 1973).
En mayo de 1973 asumió como senadora nacional por Formosa, formando parte del grupo de tres mujeres que se desempeñaron en la cámara alta del Congreso de la Nación a partir de esa fecha. Integró la comisión de Presupuesto y Hacienda, y de Asuntos Indígenas, y fue secretaria de la comisión de Vivienda.
No pudo finalizar su mandato, que se extendía hasta 1977, por el golpe de Estado del 24 de marzo de 1976 que disolvió el Poder Legislativo.
Años más tarde formó parte del Círculo de Legisladores de la Nación Argentina. Vivió en Lomas de Zamora (provincia de Buenos Aires), hasta su fallecimiento en marzo de 2018.